# Капещински протокол
Капещинският протокол е споразумение между представителите на Албания и Гърция, подписано в крайграничното албанско село Капещица на 28 май 1920 година, според което двете страни приемат предвоенната гръцко-албанска граница, както и различни мерки за защита на образователните и религиозните права на „гръцкото население“ в Албания.

## История
Още след създаването на Албания в 1913 година, Гърция предявява претенции към Северен Епир и в 1914 година в областта е създадена Автономна република Северен Епир, а впоследствие по време на Първата световна война областта е окупирана от гръцката армия. По-късно италиански войски заместват гръцки, а френски изтласкват българите от Корча и създават Автономна провинция Корча. След края на войната Парижката мирна конференция потвърждава албанските граници. Френските войски остават в Корча до 24 май 1920 година. На 26 май голям митинг в Корча и по-късно в Билища и Поградец иска инкорпорирането на Автономната провинция в Албания. Гръцкото правителство не предприема никакви военни действия, тъй като не получава британска подкрепа. Поради скорошните петролни открития и паралелните преговори за съдбата на Западна Тракия и Додеканезите, британците променят позицията си в полза на запазване на старата граница. След кратка среща в Лерин между гръцки и албански представители, е решено на 28 май 1920 година да се продължи със среща в Капщица, на албанска територия, където е подписан Протоколът, останал в сила до решаването на въпроса на Парижката мирна конференция. Начело на албанската делегация е Йосиф Кочи, а на гръцката - Ахилеас Калеврас. Това е първият протокол, подписан от Албания с друга страна.
В протокола и двете страни заявяват своите приятелски отношения. Албанската страна обявява, че ще зачита правата на гръцките общности в района, включително функционирането на гръцки училища и църкви.
От стратегическа гледна точка договорът е важен за албанската държава. Югоизточната граница е временно осигурена и Албания може да се концентрира на запад, към Вльора, окупирана от италианците и в крайна сметка печели Вльорската война.
След урегулирането на отношенията с Италия през август 1920 година, албанската страна отказва да признае валидността на Капещинския протокол. В 1921 година тя обявава пред Обществото на народите, че се спазва правата на гръцкото малцинство. Гръцко малцинство обаче е признато само в районана Аргирокастро.